# Jean Martinon
Jean Martinon (Lione, 10 gennaio 1910 – Neuilly-sur-Seine, 1º marzo 1976) è stato un direttore d'orchestra e compositore francese.

## Biografia
Dopo aver studiato violino e composizione nei Conservatori di Lione e di Parigi, iniziò l'attività di compositore, che proseguì anche negli anni della guerra, quando fu rinchiuso in un campo di concentramento tedesco.
Dopo la sua liberazione alternò l'attività di compositore a quella di direttore d'orchestra: fu infatti a capo dell'orchestra di Bordeaux, della London Philharmonic Orchestra dell'Orchestra dei "Concerts Lamoureux" di Parigi e della Chicago Symphony Orchestra (dal 1963 al 1968), collaborando anche con l'Orchestra filarmonica d'Israele, l'orchestra della Radio Francese e la Het Residentic Orkest dell'Aia.
Specializzato nell'interpretazione di partiture sperimentali, diede un contributo personale alla musica contemporanea con le proprie composizioni che ottennero riconoscimenti e premi di carattere internazionale.
A fronte dell'unica opera teatrale Hècube (1956) scrisse 4 sinfonie, concerti per diversi strumenti, liriche e musica da camera.